# 絶対不発アトミックガール
『絶対不発アトミックガール』（ぜったいふはつアトミックガール）はコミックヴァルキリー掲載の中山ユキジのギャグ漫画作品。

## 概要
本作品は奇人変人キャラ多数が登場するブラックユーモア満載のナンセンスギャグ漫画作品である。
広告等では「過激軍事シュールギャグ」と銘打たれているが実際には戦闘シーンはほとんどなく、主人公近辺でのブラックで過激な日常生活に主眼が置かれ、実際には疑似家族的なホームコメディギャグに近い。

## ストーリー
201x年、世界が技術力の誇示その他イッパイイッパイの理由で人型ミサイルを競って開発する時代。当初日本は傍観していたが近隣諸国の嫌がらせに対し、有栖川アリス総理はついに自らも人型ミサイルの開発を決意した。だが完成したのは小学生のようなちんちくりんな見た目の有栖川よしえ。命名早々よしえは隣国・パンダ王国との国境線近くまで出撃し、敵人型ミサイルと対峙するも、対峙数秒で敵前逃亡を図るなど完全な駄目っぷりを発揮。その挙句寝返り敵ミサイルとともに首相官邸を襲撃するもあっさり返り討ちにあう体たらくであった。
その後、作戦に失敗し帰国を拒否した敵ミサイル・藍とともにダンボールハウスに住まわされ、有栖川総理の無理難題につきあわされたり、大草原王国より嫁を探しに来た人型ミサイル・夜青龍と闘ったりしながら、奇人変人たちとへっぽこな日常生活を繰り広げていく。

## 登場人物

### 主要人物
(声優は単行本第1巻付属のドラマCDの声優)
有栖川よしえ
声 - 井口裕香
本作の主人公。日本で作られた新型人型ミサイルだが見た目は女子小学生、戦闘能力は小型犬並みであり、ハイテンションな中型犬にも勝てそうにない駄目ミサイル。飛行能力があるが一話以外では披露していない。性格の裏表が激しく平気でだまし討ちをする卑怯者であり、有栖川総理に対し「バカだから騙せると思った」と面と向かって言い（直後鉄拳制裁される）、訓練中竹槍で倒した藍をアルコールで火葬しようとするなどかわいらしい外観にもかかわらず真っ黒な性格。夜青龍に対し、「お互い助かる手がある」と言いながら刺殺しようとするも武器をバナナと間違えて失敗する、など相当なうかつものでもある。なぜかダメージをうけると首・腕などが簡単に脱落し、容易に復元する、トナカイ型のボディに換装されるなど凄く適当な構造らしく、そのうえ妙にタフ。エネルギー源は人間と同じ食物で大丈夫である。胸部分には爆薬が仕掛けてあり起爆スイッチは有栖川総理が持っているため、すんでのところで逃走できないが、そのくせいくらダメージを喰らっても誘爆することはない。連載当初に比べ髪が伸びており、作中でも「なんでお前ロボなのに髪伸びてるの？」と自虐ネタにされている。
有栖川アリス
声 - 小林ゆう
よしえを製作させた内閣総理大臣。世襲議員であり他の総理候補が全員不祥事をやらかして消去法で残った末に就任した駄目人間。母親は英国人とのハーフのためクオーター。コネで東大に入学し、教養も常識も欠けテレビではバカだバカだと言われまくり、発言は政治欄ではなくすべて芸能欄に載るお飾り総理。支持率は消費税率並みであるが、消費税を100%にすれば支持率も100%になるというセリフを平気で言ううえにシンナー中毒者。そのためか暴走した時は油性マジックの臭いを嗅がすと落ち着く。その低い支持率が示す通り、常日頃から子供にすら馬鹿にされるていたらくぶりである。かつては少子化担当大臣であったが、その対策は「コンドームに針で穴を開け、それをうっかり使った奴の子供ができてしまう」という駄目駄目な案であり、子供を作る予定があるかと聞かれて「作るわけないじゃん 邪魔じゃん」と答えて3秒でクビになった。金銭問題を起こしていないため許されているが、精神的なブレーキは存在せずほうっておいたらなにをするかわからないためいつも市川とマヤに止められている。初期は首相官邸にいた描写だったが、いつのまにか埼玉にある首相の私邸がもっぱらの舞台となっている。
藍（らん）
声 - 生天目仁美
緊張関係にある隣国・パンダ王国で製造された女性形人型ミサイル。容姿は黒髪・長髪・長身の美女。戦闘能力は高いが、いつも酔っ払っているため加減が解らず本気は出さない。飛行能力があるがよしえ同様1話以外では披露していない。1話では名前は存在していなかったが2話でよしえによって「藍」と名付けられた。一見落ち着いているが価値基準は壊れまくっており奇行ぶりは他の面々と負けず劣らず、むきになる性質。男の急所を全くためらわずたたき潰せる強靭な精神力と果断さを持つ。エネルギー源は人間の食物とアルコールであり、手が震えるほどの日本酒好きのアル中で、ダメージを受けても酒を飲めば回復するが、酒が切れると禁断症状を起こし白髪と化したこともある。1話では放射線漏れを起こしており、その原因は製造時に技術者がネジ100本と基板を余らせたという、もうなんで動いているのか解らないような凄まじく杜撰な製造工程にあった。
百合野マヤ
声 - 佐藤聡美
有栖川家のメイド。有栖川総理と市川とは同じエスカレーター校における後輩でもある。元陸自勤務で事務官。家事とともにボディーガードも兼務している。戦闘能力は高いが有栖川総理に対し「たとえ火の中百合の仲」という同性愛感情を抱いており、よしえが有栖川総理と市川の仲を勘ぐった発言をした際、なんの容赦もなく産業廃棄物扱いして紅茶用のトレーで殴打したことも。同性愛行為に関してよしえを買収するなどしたたかな点をみせることもあり、基本的に突っ込み役で総理の失態の尻拭い役であるが、自分から総理の人間椅子になっていると幸せと言い、毎朝総理の顔を舐めまわすなど彼女自身十分に変態である。
市川直陰
声 - 子安武人
内閣官房長官。総理と同期でマヤの先輩だが激務のため実際よりも老けて見える。駄目人間な総理の代わりに実務は全てこなしており作品中唯一の常識人。だが致命的な不祥事が起こったら責任を全て総理におっかぶせるつもりという駄目な部分もある。作品中の突っ込み役。1話では藍の放射線漏れにより放射線障害になったような描写だったが4話では全く何事もなかったように登場している。総理が危険発言をすると乱入し突っ込みを入れることが多々ある。愛煙家。
夜青龍
声 - 杉田智和
大草原王国で製造された男性形人型ミサイル。当初の容姿はどこかの元関取に似た相撲取りのような外観だったが、9話で白髪のイケメンに大改造される。ただし改造費をケチったため胸部に元の顔が残されている。戦闘能力は高いが面倒なためあまり戦いたがらない。人型ミサイルであるため飛行能力はあると思われるが、本編中では一度も披露したことはない。巨乳が大好きで、Aカップ以下の女は男と呼ぶことにしていることからもわかるとおり貧乳が大嫌いである。故郷では変態的な発言を繰り返すためとことんモテずしまいにはケダモノ扱いされ、愛馬に相談した末、究極のオッパイを探すために日本へ脱走。よしえたちと闘うも一蹴するが、直後マヤにあっさり撃破された。その後首だけでフードチェーン店ケンターキーのマスコットロボとして暮らすも、来店するカップルたちの仲を引き裂こうと嫌がらせを繰り返し苦情が殺到。クビになった挙句、仕舞にはクレーンゲームの景品にまでなり下がりよしえたちに回収される。その後要望によりイケメンに改造されるも金と服と食糧を持って総理邸より脱走。マヤのメイド服を着て大宮駅近辺を嫁探しのため徘徊しているところを確保される。既に廃棄処理扱いにされているため祖国に帰ろうにも帰れず、よしえたちのダンボールハウスで暮らすことになった。藍とはコンビ的な役割になりつつある。

### ゲストキャラ
パンダ王国の技術者たち
1話で登場。藍の製造時にネジ100本余らせただけでなく基板まで余らせ「きっと愛国心で動いてるんですよ」と言い切り、あまつさえさえその場でプロポーズした凄まじくいい加減な人たち。おかげで藍が放射線漏れを起こした。
アスモ先輩
2話の新聞に掲載されていたよしえより先に作られた人型ロボット。首がもげながら根性で逆立ちをした。ちなみによしえは逆上がりすらできない。
セールスマン
4話で登場したインチキ臭いパワーストーンを総理に売りつけた詐欺師。さすがに売れるわけがないと思っていたが、総理がアホなため100万円で売りつけることに成功し「有難う御座います、アホで!!」と言わしめた。だが総理は似たようなものを以前300万円で購入しているらしい。
質屋のヤ○ザ
6話に登場した、金に困ったよしえと藍が自分たちを質に入れるために訪れた質屋の店主。店ではロボットも質草として扱っており、藍を綺麗な顔立ちと言い120円で質草として受け取った。藍を預かっている最中飯は残飯を与えており、酒が切れた藍は禁断症状を起こして白髪になりア行しかしゃべれなくなった。
小学校の教師
12話に登場した総理邸近くの小学校の女性教師。サンタに扮しプレゼントを渡しに来た総理がプレゼントをかけて命がけの奪い合いをさせようとした際、総理に蹴りを入れたうえで持ってきた毒キノコを食わせた。
蓮水大臣
13話に登場した次期総理の座を目指す女性政治家。見た目はまともで総理よりもはるかにましと一般に思われているが、総理相手にムキになって言い返すなど市川いわく大して変わらないらしい。子持ちで総理よりは年上。

## 書籍情報
- 『絶対不発アトミックガール1巻 』（キルタイムコミュニケーション、2010/12)
  - 『絶対不発アトミックガール1巻 ボイスドラマ+テーマソング付き限定版 』（キルタイムコミュニケーション、2010/12) ISBN 978-4-7992-0018-6